# Передбужжя
Передбу́жжя — зупинний пункт Шевченківської дирекції Одеської залізниці на вузькоколійній залізниці (ширина — 75 см) Рудниця — Гайворон між станціями Бершадь (22 км) та Гайворон (3 км).
Розташований у західній частині міста Гайворон Гайворонського району Кіровоградської області. Носить назву колишнього села Передбужжя.
Зупиняються приміські поїзди (з 14.10.2021 р відновлено одну пару на добу щоденно).